# Markku Hakuri
Markku Matti Hakuri, född 23 januari 1946 i Helsingfors, är en finländsk konstnär. 
Hakuri blev politices magister 1971, studerade vid Konstindustriella högskolan 1971–1972, genomgick Finlands konstakademis skola 1972–1976, samt debuterade 1973. Hans konst har utvidgat sig från ett kraftfullt expressivt måleri i slutet av 1970- och början av 1980-talet till abstrakt skulptur i bland annat stål och faner, installationer (bland annat Drive or Die 1995 i Kabelfabriken där bildkonst förenades med teater och musik) och scenografi (bland annat till Hannu Salamas Finlandia för Ryhmäteatteri 1986 och Runar Schildts Den stora rollen på Finlands nationalteater 1996). Bland offentliga konstverk märks bland annat en väggmålning i Stensviks bibliotek i Esbo och skulpturen Den stora kompassen vid stranden av Jyväsjärvi i Jyväskylä 1991. Han undervisade i teckning och måleri vid Konstindustriella högskolan 1984–1986 och 1994–1999 samt vid Bildkonstakademin 1986–1990 och Teaterhögskolan 1990–1995. Han blev professor vid Konstindustriella högskolan 2001.